# Strop
Strop je dio međukatne konstrukcije koji zatvara prostoriju s gornje strane, odnosno donja obrada međukatne konstrukcije. Strop ima estetsku svrhu, ali i toplinsku i zvučnu izolaciju. Mogu biti vodoravni, kosi ili posebno oblikovani.

## Vrste
Vrsta stropa zavisi od funkcije objekta u kojem se nalazi.
- Ugrađeni strop čini jednu cjelinu s međukatnom konstrukcijom.
- Priljubljeni strop može biti jednoslojan ili višeslojan, a međukatna konstrukcija služi mu kao oslonac.
- Odvojeni strop je odvojen od međukatne konstrukcije zračnim slojem od 2,8 do 10 cm, a za odvajanje stropa upotrebljavaju se elementi od metala, drveta, aluminija i td.  Na taj se način povećava zvučna i termička izolacija.
- Viseći (spušteni) strop načinjen je od lamela ili aluminijskih ploča koje čine stropnu površinu i nosive konstrukcije koja služi kao nosač za lamele i ploče.

## Materijali i obrada
Pri izboru materijala za strop bitni su estetski razlozi, kao i akustični. Prema načinu obrade završni sloj stropa moze biti liven svim vrstama stropnih žbuka ili se na njega mogu postaviti elementi od čvrstih materijala kao što su izolacijske ploče načinjene od gipsa, stiropora, drveta, aluminija.
Pri završetku međukatne konstrukcije strop se može samo bojom obraditi ili se prvo ožbukati, pa onda nanijeti boju. Žbuka se moze nanijeti i direktno na armirano betonsku tavanicu.  Kad se izrađuje strop gdje imamo drvene međukatne konstrukcije s donje strane stropnih greda pričvrste se letve, a na njih se postavi nosilac žbuke, pa žbuka. Na stropne grede mogu se postaviti građevinske i izolacijske ploče koje se mogu ožbukati ili ostaviti vidljive.

## Dekoracija stropa
Stropovi se najčešće boje, ali mogu se i oslikati što je bio čest slučaj u prošlosti, a jedan od najpoznatijih stropova je onaj u Sikstinskoj kapeli.  Pri bojenju stropova obično se koristi bijela boja, ali ni druge boje nisu zanemarive. Ploče koje se postavljaju na strop pored izolacijske funkcije, mogu imati i dekorativnu funkciju. Rasvjeta prostorije usko je povezana sa stropom, jer se najčešće nalazi na njemu.